# Граф Карлайл
Граф Карлайл (англ. Earl of Carlisle) — английский графский род (пэрство Англии).

## Графы Карлайл, первая креация (1322)
- 1322—1323: Эндрю Харкли, 1-й граф Карлайл (ок. 1270 — 3 марта 1323), сын сэра Майкла Харкли и Джоан Фицджон.

## Графы Карлайл, вторая креация (1622)
- 1622—1636: Джеймс Хэй, 1-й граф Карлайл (ок. 1590 — 25 апреля 1636), сын сэра Джеймса Хэя (ум. 1610);
- 1636—1660: Джеймс Хэй, 2-й граф Карлайл (1612 — 30 октября 1660), второй сын предыдущего, супруга — Люси Хей, графиня Карлайл.

## Графы Карлайл, третья креация (1661)
- 1661—1685: Чарльз Говард, 1-й граф Карлайл (1629 — 24 февраля 1685), сын сэра Уильяма Говарда из Наворта;
- 1685—1692: Эдвард Говард, 2-й граф Карлайл (27 ноября 1646 — 23 апреля 1692), старший сын предыдущего, жена — Элизабет Увдейл;
- 1692—1738: Чарльз Говард, 3-й граф Карлайл (1669 — 1 мая 1738), старший сын предыдущего, жена — Анна Кемпбелл;
- 1738—1758: Генри Говард, 4-й граф Карлайл (14 августа 1694 — 3 сентября 1758), старший сын предыдущего, 1-я жена — леди Фрэнсис Спенсер, 2-я жена — Изабелла Байрон;
- 1758—1825: Фредерик Говард, 5-й граф Карлайл (28 мая 1748 — 4 сентября 1825), сын предыдущего от второго брака, жена — Маргарет Левенсон. Стоял во главе комиссии, посланной лордом Нортом в 1778 году в Северную Америку и тщетно пытавшейся устроить примирение с восставшими колониями. До начала французской революции он находился в оппозиции к Питту, но затем сделался его сторонником. Его поэтические опыты, собранные в «Tragedies and poems of Frederick Earl of Сarlisle» (Лондон, 1801), подверглись жестокой критике в сатире «English bards and Scotch reviewers» Байрона, который далеко не беспристрастно отнесся к стихотворным опытам своего опекуна и дяди;
- 1825—1848: Джордж Говард, 6-й граф Карлайл (17 апреля 1773 — 7 октября 1848), старший сын предыдущего, жена — Джорджи Дороти Кавендиш, старший сын предыдущего, один из деятельных членов партии вигов, был членом кабинетов Каннинга и Грея;
- 1848—1864: Джордж Говард, 7-й граф Карлайл (18 апреля 1802 — 5 декабря 1864), старший сын предыдущего, лорд Морпет, приобрел в Ирландии большую популярность в качестве секретаря по ирландским делам в министерстве Мельбурна (1835—1841); в 1855—58 и 1859—64 годах был лордом-лейтенантом Ирландии; напечатал «A diary in Turkish and Greek waters» (1854) и большую поэму «The second vision of Daniel» (Лонд., 1858). После его смерти изданы его «Vice-regal speeches and addresses, lectures and poems» (Дублин, 1866);
- 1864—1889: Уильям Говард, 8-й граф Карлайл (23 февраля 1808 — 29 марта 1889), третий сын 6-го графа Карлайла;
- 1889—1911: Джордж Говард, 9-й граф Карлайл (12 августа 1843 — 16 апреля 1911), сын Чарльза Говарда (1814—1879), внук 6-го графа Карлайла, жена — Роза Стэнли;
- 1911—1912: Чарльз Говард, 10-й граф Карлайл (8 марта 1867 — 20 января 1912), старший сын 9-го графа;
- 1912—1963: Джордж Говард, 11-й граф Карлайл (6 января 1895 — 17 февраля 1963), старший сын 10-го графа, жена — Бриджит Хелен Гор-Рутвен (1896—1982);
- 1963—1994: Чарльз Говард, 12-й граф Карлайл (21 февраля 1923 — 28 ноября 1994), сын Джорджа Говарда, 11-го графа Карлайла, от первого брака, жена — Эла Хильда Бомон;
- 1994 — настоящее время: Джордж Говард, 13-й граф Карлайл (род. 15 февраля 1949), старший сын 12-го графа;
  - Наследник: Филипп Чарльз Говард (род. 25 марта 1963), второй сын 12-го графа Карлайла;
    - Второй наследник: Уильям Филипп Александр Говард (род. 1994), единственный сын предыдущего.

## Галерея
- Charles Howard, 1st Earl of Carlisle
- Charles Howard, 3rd Earl of Carlisle
- Frederick Howard, 5th Earl of Carlisle
- George Howard, 6th Earl of Carlisle
- George Howard, 7th Earl of Carlisle
- George Howard, 9th Earl of Carlisle